# White Zombie (filme)
White Zombie é um filme de terror independente lançado em 1932 nos Estados Unidos. Dirigido e produzido pelos irmãos Victor Halperin e Edward Halperin, com roteiro escrito por Garnett Weston, baseado no livro The Magic Island de William Seabrook, conta a história da transformação de uma jovem mulher em zumbi por um feiticeiro voodoo maligno.
Estrelando o ator Bela Lugosi como antagonista e a atriz Madge Bellamy como protagonista. O elenco também conta com Robert W. Frazer, John Harron, Clarence Muse e Joseph Cawthorn. Grande parte das filmagens foram feitas na Universal Studios, pegando emprestado muitos adereços e cenários de outros filmes de terror da época.
O filme teve recepção negativa em Nova Iorque, com a maioria das críticas voltadas  para a produção do filme e para algumas performances na atuação. Ainda assim, conseguiu um lucro significativo, apesar de ter produção independente e de ser menos popular do que outros filmes da época.
White Zombie é considerado a primeira longa-metragem a tratar do tema zumbi. A sequência do filme, intitulada Revolt of the Zombies, foi lançada em 1936. Algumas avliações recentes de White Zombie, foram mais positivas do que as iniciais depois o lançamento. Alguns críticos têm elogiado a atmosfera do filme, comparando-a com as produções de terror de Val Lewton, enquanto que outros ainda mantêm uma opinião desfavorável sobre a qualidade da atuação.

## Enredo
Ao chegarem no Haiti, Madeleine Short e seu noivo Neil Parker, iniciam o planejamento de seu matrimônio. A caminho de se hospedarem, o feiticeiro Murder Legendre os observa até conseguir pegar o cachecol de Madeleine. O casal finalmente chega na casa do rico proprietário Charles Beaumont, onde vão se hospedar.
O amor de Charles por Madeleine faz com que ele procure pelo feiticeiro Murder, num moinho operado inteiramente por mortos-vivos. Charles quer convencer Madeleine de casar-se com ele e pede que Murder use suas técnicas voodoo para assassiná-la de forma sobrenatural. Murder afirma que a única maneira de ajudar Charles é transformando Madeleine em um zumbi com uma poção. Beaumont concorda e, disfarçadamente, dá a poção para Madeleine. Pouco depois da cerimônia de casamento de Madeleine e Neil, a poção faz efeito e Madeleine começa a morrer. Depois de seu funeral, Charles e Murder entram no túmulo de Madeleine à noite para que o feiticeiro reviva-a como um zumbi.
Bêbado e deprimido, Neil começa a imaginar aparições fantasmagóricas de Madeleine, o que o convence a ir até seu túmulo e ele acaba por encontrá-lo vazio. Neil solicita assitência do missionário local, Dr. Bruner. Este conta como Murder transforma muitos dos seus rivais em zumbis, que agora protegem sua propriedade. Neil consegue convencer o comissário e os dois seguem viagem até o castelo de Murder para resgatar Madeleine.
No castelo, Charles começa a lamentar a transformação de Madeleine e implora para Murder devolvê-la à vida, mas ele recusa. Charles descobre que também foi atingido pelo voodoo do feiticeiro e que está se transformando em um zumbi. Quando Neil entra na fortaleza, Murder sente sua presença e, silenciosamente, ordena Madeleine a matá-lo. Ela se aproxima de Neil com uma faca, mas o missionário Bruner consegue impedi-la. Neil segue Madeleine até uma escarpa, onde Murder ordena, mentalmente, seus guardiões zumbis a matar Neil. Bruner se aproxima de feiticeiro e o nocauteia, interrompendo o controle mental de Murder sobre os zumbis. Andando sem direção, os zumbis caem para fora do penhasco. Ao acordar, Murder tenta hipnotizar Neil e Bruner, mas Charles corre e o empurra para fora do penhasco, porém perde o equilíbrio e cai juntamente com o feiticeiro. A morte  de Murder libera Madeleine de seu transe zumbi, e ela desperta para abraçar Neil.

## Elenco
- Béla Lugosi como Murder Legendre, um mestre do voodoo haitiano que comanda uma horda de zumbis.
- Madge Bellamy como Madeleine Short, a noiva de Neil, que é transformada em zumbi por Legendre.
- John Harron como Neil Parker, funcionário de um banco, noivo de Madeleine.
- Robert Frazer como Charles Beaumont, um fazendeiro rico que se apaixona por Madeleine.
- Joseph Cawthorn como Dr. Bruner, um missionário que mais tarde ajuda Neil a salvar Madeleine.
- Clarence Muse como o motorista do ônibus de excursão, que leva Madeleine e Neil ao Haiti.
- Brandon Hurst como Silver, o mordomo de Beaumont.
- George Burr Macannan como Von Gelder, um homem rico que anteriormente foi enfeitiçado por Legendre e transformado em zumbi.
- Frederick Peters como Chauvin, um carrasco que se tornou zumbi sob o comando de Legendre.
- Annette Stone como a empregada doméstica de Charles Beaumont.
- John Printz como Ledot, um dos zumbis controlados por Legendre.
- Dan Crimmins como Pierre, um feiticeiro.
- Claude Morgan como um zumbi.
- John Fergusson como um zumbi.
- Velma Gresham como a dama de honra de Madeleine.